# San Andrés de Cuerquía
San Andrés de Cuerquía – miasto w Kolumbii, w departamencie Antioquia.